# Tim Peter
Tim Peter (ur. 8 lipca 1997 w Nordhausen) – niemiecki siatkarz, reprezentant Niemiec, grający na pozycji przyjmującego. 
Na początku maja 2019 roku został powołany do reprezentacji Niemiec przez trenera Andrea Gianiego do Ligi Narodów 2019.

## Sukcesy klubowe
Bundesliga niemiecka:
- 2023[8], 2024[9]

## Udział siatkarza w międzynarodowych turniejach w reprezentacji Niemiec
| Turniej                     | Miejsce     | Rok  |
| --------------------------- | ----------- | ---- |
| Mistrzostwa Świata Kadetów  | 13. miejsce | 2015 |
| Mistrzostwa Europy Juniorów | 6. miejsce  | 2016 |
| Liga Narodów                | 14. miejsce | 2019 |
| Liga Narodów                | 12. miejsce | 2022 |
| Letnia Uniwersjada          | 6. miejsce  | 2021 |